# Hormigón postesado

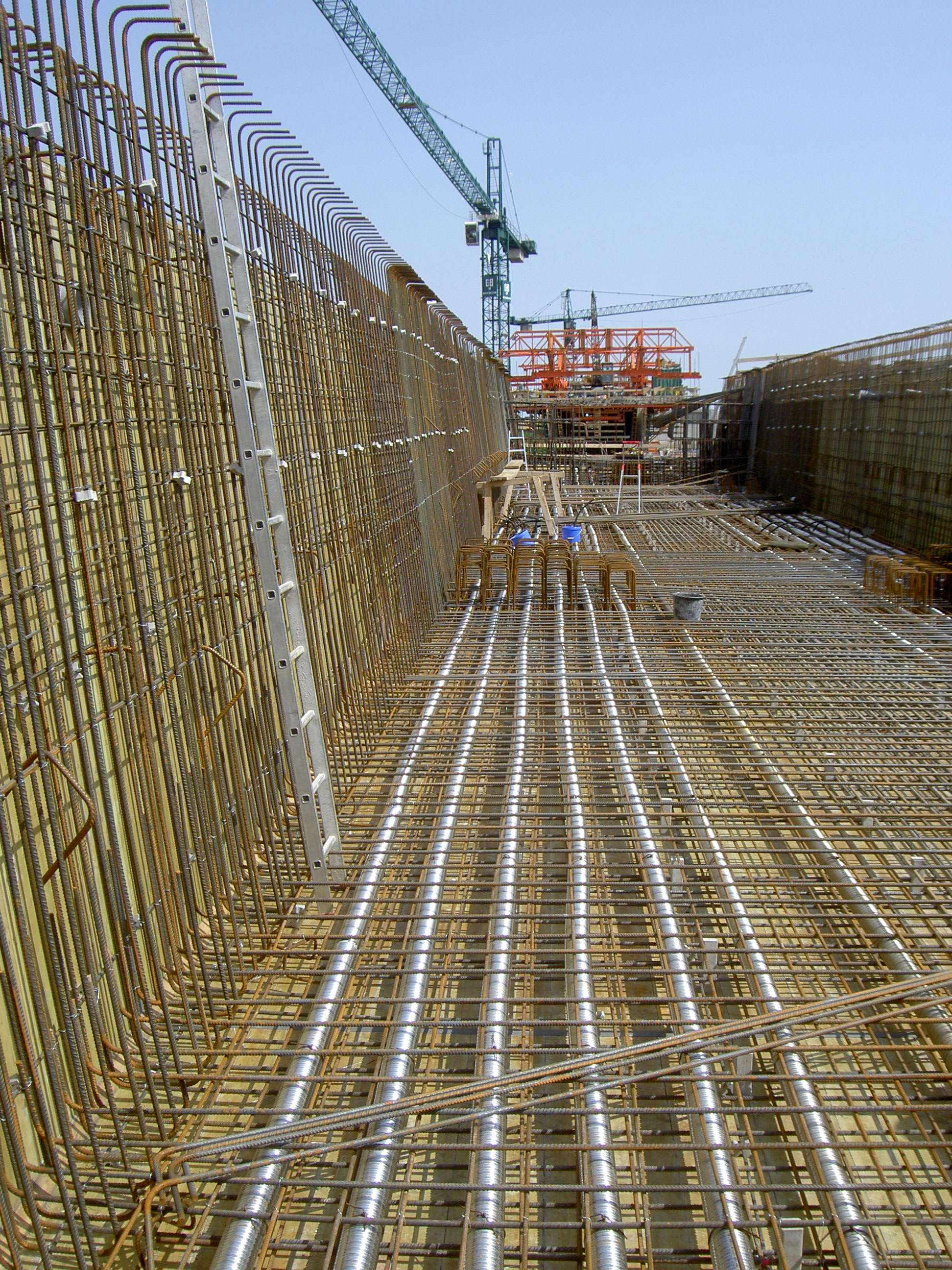
Armadura común y vainas para el acero de postesado durante la construcción de un puente de sección cajón.

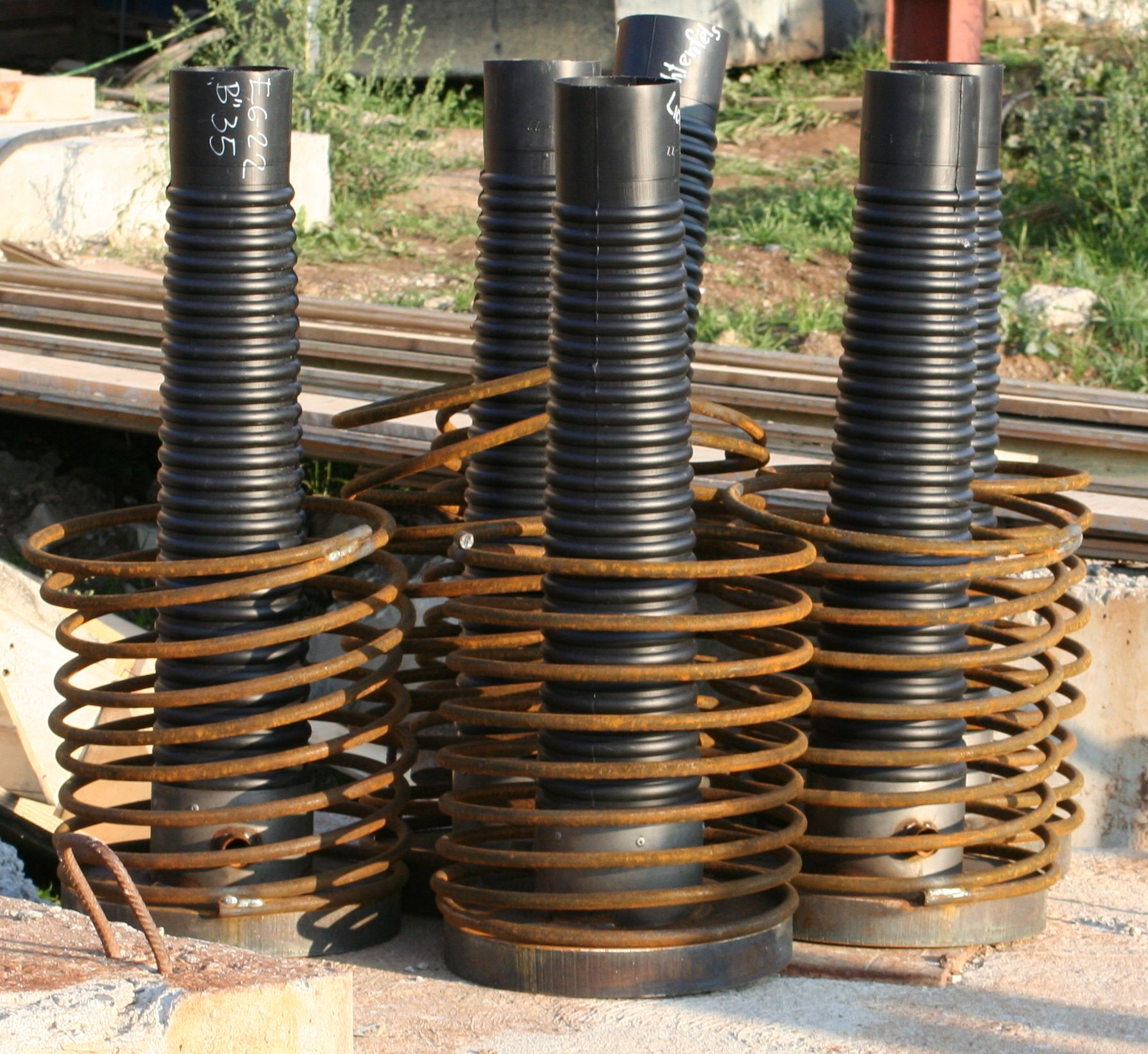
Placa de anclaje, trompeta y espiral antes de su montaje.

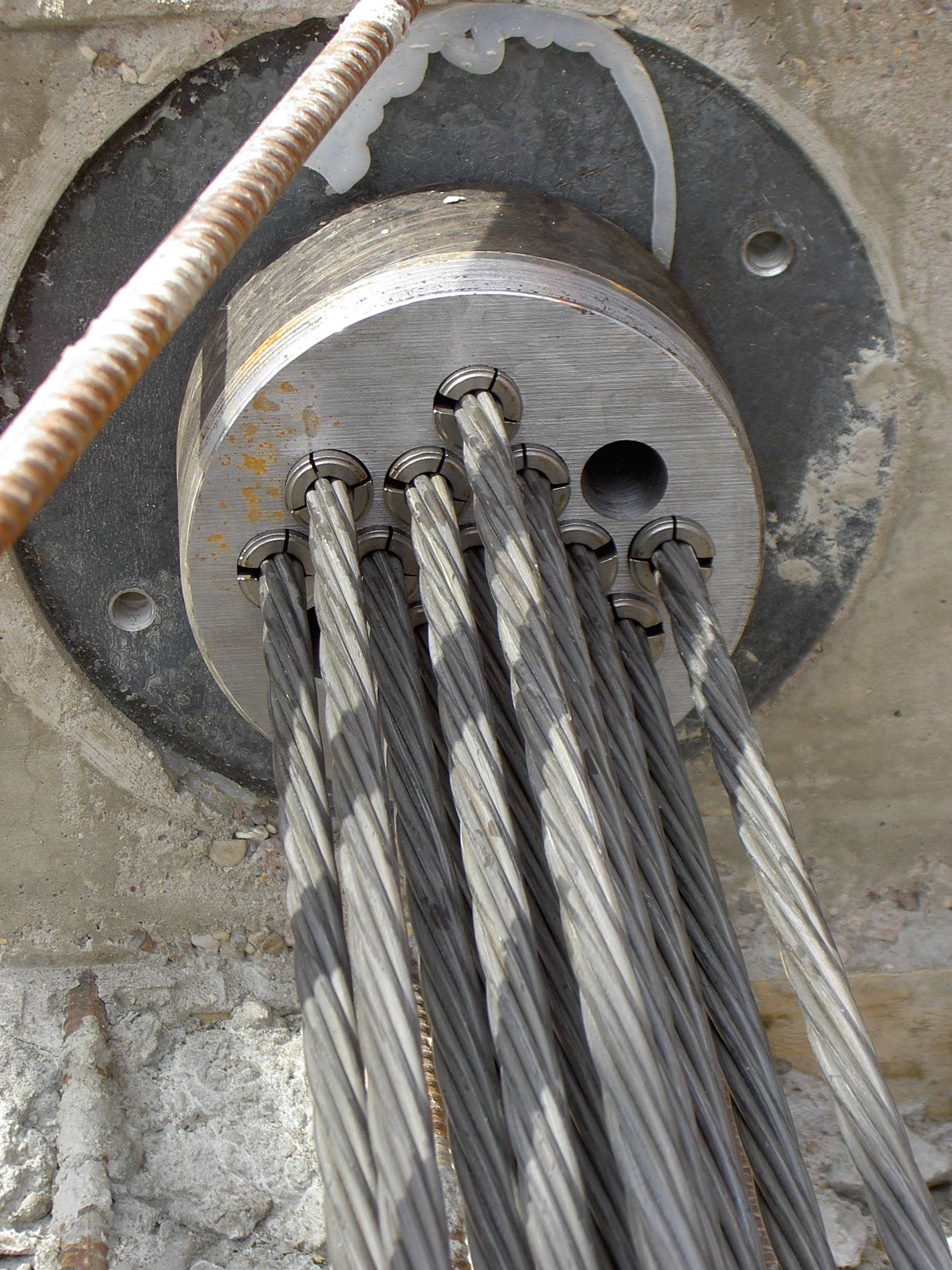
Placa de anclaje de los cables de postesado en un puente.

El término general es Hormigón pretensado que incluye al Hormigón pretesado y al Hormigón postesado.
Se denomina hormigón postesado o concreto postesado a aquel hormigón/concreto al que se somete, después del vertido y fraguado, a esfuerzos de compresión por medio de armaduras activas (cables de acero) montadas dentro de vainas. A diferencia del hormigón pretesado, en el que las armaduras se tensan antes del hormigonado, en el postesado las armaduras se tensan una vez que el hormigón ha adquirido su resistencia característica.
De esta forma, el pretensado se puede lograr de dos maneras: pretesado (con armaduras pretesas) y postesado (con armaduras postesas). La palabra general "pretensado" se utiliza para referirse simultáneamente tanto al hormigón pretesado como al hormigón postesado, donde lo que cambia es el momento en el que se produce el tesado de los cables.
Al igual que en el hormigón pretesado, la ventaja del postesado consiste en comprimir el hormigón antes de su puesta en servicio, de modo que las tracciones que aparecen al flectar la pieza se traducen en una pérdida de la compresión previa, evitando en mayor o menor medida que el hormigón trabaje a tracción, esfuerzo para el que no es un material adecuado.

## Descripción del sistema
A diferencia del hormigón armado ordinario, las armaduras no están directamente en contacto con el hormigón en el momento del hormigonado, ya que de lo contrario le transmitirían la tensión de tracción por adherencia entre la armadura y el hormigón. Por ello las armaduras se colocan dentro de vainas de plástico o metal. Estas vainas se posicionan dentro del encofrado (el molde) formando una línea curva definida en la fase de diseño, en función de la forma de la pieza y de las cargas a las que estará sometida.
Una vez que a las armaduras se les ha aplicado la tensión de trabajo, se anclan a la estructura mediante piezas especiales en sus dos extremos. Finalmente, caben dos opciones:
- En el sistema "adherente", se rellena el interior de las vainas con mortero de alta resistencia a presión, de manera que la armadura queda adherida al hormigón formando una sección monolítica. A su vez, el mortero asegura la protección del acero frente a la corrosión.
- En el sistema "no adherente", las vainas no se rellenan, por lo que el único contacto entre el tendón y el hormigón se produce a través del cabezal de anclaje.

El hormigón postensado suele requerir además cierta cantidad de armaduras pasivas (sin tensión aplicada).

## Antecedentes
En la primera aplicación del preesfuerzo a una estructura consistió en tratar de mantener unidos bloques de hormigón convencionales usando un tirante atornillado en sus extremos. Este uso se debe a P. H. Jackson en EE. UU., el año 1886. Bloque de concreto con cable enroscado mediante tuerca; primera patente en concreto pretensado. En 1928 el ingeniero francés Eugéne Freyssinet fue el primero en exponer la metodología para la valoración de las pérdidas dentro del cálculo estructural. Más tarde en 1940 introdujo el primer sistema de preesfuerzo con anclajes y cuñas. Desde ese momento el preesfuerzo se desarrolló hasta lo que conocemos actualmente.

## Aplicaciones
El empleo de hormigón postesado suele reducirse a estructuras sometidas a grandes cargas y con grandes separaciones entre apoyos, en las cuales la reducción del coste de los materiales compensa el aumento de la complejidad de ejecución.
La técnica del postensado se utiliza generalmente in situ, es decir, en el mismo emplazamiento de la obra.

## Ventajas
- El uso de hormigón postensado permite reducir el canto de los elementos de hormigón, ya que por un lado aumenta su capacidad resistente, y por otro reduce las deformaciones.
- Conlleva un uso más eficiente de los materiales, por lo que permite reducir el peso total de la estructura.
- Disminuye la fisuración del hormigón, aumentando su vida útil.

## Inconvenientes
- Requiere de maquinaria y mano de obra más especializada que el hormigón sin postensar.
- El cálculo es más complejo.

### Vídeos didácticos
- Video didáctico sobre el hormigón postesado
- Vídeo de la Obra Bristol, hecho con Postesado - Duración 6'18
- Video didáctico sobre reparación de postesados con hidrodemolición

### Normativa relacionada
- Instrucción del Hormigón Estructural (Norma española)
- Eurocódigo 2 (Norma europea)